# Mörby centrum
Mörby centrum – podziemna, skalna stacja sztokholmskiego metra, leży w gminie Danderyd, w dzielnicy Mörby. Ostatnia stacja czerwonej linii metra T14, za Danderyds sjukhus. Dziennie korzysta z niej około 7 300 osób.
Stacja znajduje się na głębokości 20-22 m, na południe od skrzyżowania Mörbyleden z Norrtäljevägen. Posiada jedną halę biletową, wyjście zlokalizowane jest w centrum handlowym Mörby centrum. 
Otworzono ją 29 stycznia 1978 wraz z odcinkiem Universitetet-Mörby centrum. Posiada jeden peron, utrzymany jest w biało-zielono-różowej kolorystyce. Stacja została zaprojektowana przez pracowników biura projektowego SL – Michaela Granita i Pera H. Reimersa.

## Sztuka
- Malowidła na ścianach, rzeźba, Karin Ek, Gösta Wessel, 1978[4]

## Czas przejazdu
| Linia | Stacja   | Czas przejazdu | Stacja                                                    | Czas przejazdu                     |
| T13   | Fruängen | 33 min         | Östermalmstorg T-Centralen Gamla stan Slussen Liljeholmen | 13 min 15 min 17 min 18 min 25 min |

## Otoczenie
W otoczeniu stacji znajdują się:
- Kevingeskolan
- Fribergaskolan
- Musikskola
- Sporthall
- Mörby plan